# Rajčetine
Rajčetine es una población rural de la municipalidad de Crna Trava, en el distrito de Jablanica, Serbia.

## Superficie
Posee una superficie de 5,022 kilómetros cuadrados.

## Demografía
Hasta 2011 la población era de 21 habitantes, con una densidad de población de 4,181 habitantes por kilómetro cuadrado.